# Agios Kosmas (Attique)
Ne doit pas être confondu avec Ágios Kosmás (Grevená).
Ágios Kosmás (en grec moderne : Άγιος Κοσμάς) est un site archéologique de Grèce situé près de la banlieue athénienne d'Álimos sur une péninsule du même nom. 
D'importantes découvertes de l'âge du bronze y ont été faites. La péninsule tire son nom d'une petite église du XIXe siècle dédiée à Saint Côme d'Étolie. Ágios Kosmás est probablement le lieu de l'antique cap Kolias.

## Description

### Cap Kolias
Le cap Kolias était à 20 stades à l'est de Phalère d'après Pausanias. Après la bataille de Salamine en 480 av. J.-C., les restes de la flotte perse détruite auraient été emportés par le vent d'ouest au cap Kolias. Ici l'oracle de Lysistratos ou l'oracle de Delphes, selon lequel les femmes de Kolias cuisineront un jour avec des rames, est dit avoir été accompli. Le temple et la statue d'Aphrodite Kolias se trouvaient probablement près de l'église actuelle d'Agios Kosmas. Il y avait aussi un sanctuaire de Demeter Thesmophoros et de Perséphone et des statues des déesses Genetyllides. 

### Archéologie
L' archéologue grec George Mylonas a mené des fouilles sur la péninsule au printemps 1930 et au printemps 1931. Il y a découvert des vestiges préhistoriques et deux cimetières. Le déclenchement de la Seconde Guerre mondiale a d'abord empêché de nouvelles enquêtes. Pendant la guerre, la Wehrmacht construit une position anti-aérienne sur le cap Ágios Kosmás, détruisant partiellement les vestiges antiques. Ce n'est qu'en décembre 1952 que Mylonas peut mener de nouvelles recherches.

#### Préhistoire

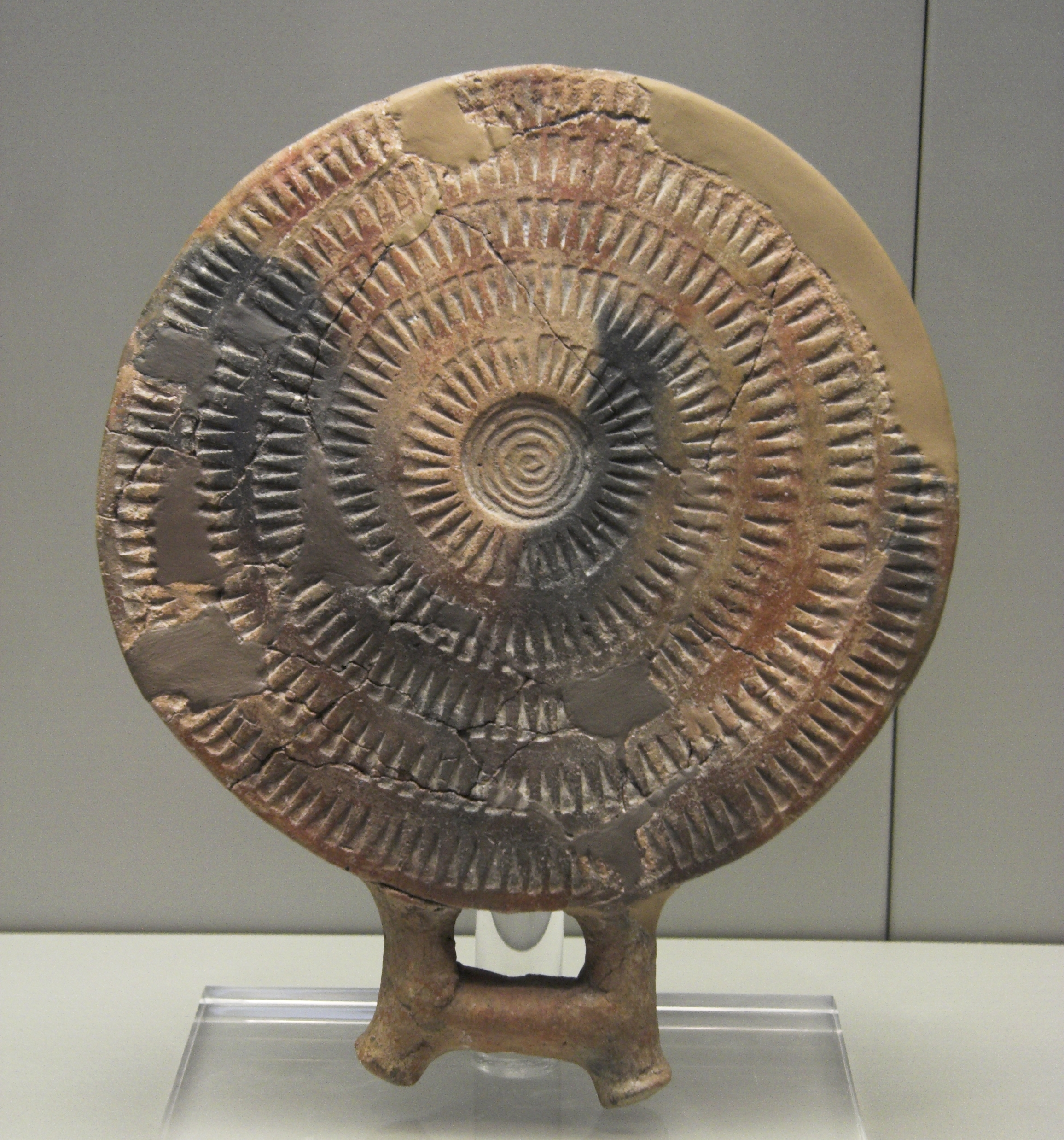
Poignée cycladique de la tombe 7

La colonie la plus ancienne remonte au début de l'Helladique (FH II, 2650-2200 avant J.-C.). Celui-ci est divisé en deux phases. Les découvertes de la phase la plus ancienne sont assez rares. Il s'agit de quelques tessons de poterie et de restes de bâtiments construits directement sur la roche. Cependant, cinq bothroi, trois ronds et deux elliptiques, ont été retrouvés de cette période. Des os de chèvres, de moutons et de porcs et des tessons y ont été retrouvés, dont certains pouvaient servir à assembler des vases complets. 
Plusieurs maisons et autres vestiges de bâtiments ont été découverts à partir de la phase suivante. Les murs sont conservés sur une hauteur de 1 m, ont une épaisseur de 0,75 m et sont pour la plupart construits en petites pierres avec du mortier à chevrons. Une couche de dalles de pierre plates forme le sommet de la base en pierre, où elle survit. Sur celle-ci reposaient des murs de briques de boue séchée. Les maisons avaient un parvis, souvent pavé de dalles de pierre, et deux ou plusieurs pièces l'une derrière l'autre. Les entrées des chambres n'étaient pas au milieu, mais décalées sur le côté, avaient une largeur d'environ 0,95 m et étaient légèrement effilées vers le haut. Des charnières de porte retrouvées montrent que les entrées étaient fermées par des portes. La maison E, bien conservée, se composait d'une cour et de deux pièces. Elle mesurait 10,30 m de long sur 5,80 m de large. Un pithos a été trouvé à l'intérieur de la maison, endommagé dans l'Antiquité et rapiécé avec des agrafes en plomb. Les maisons étaient disposées en blocs d'appartements. Entre elles couraient des rues d'environ 1,40 m de large, qui étaient pavées de tessons et de dalles de pierre. Les sols étaient en terre battue et étaient recouverts de temps en temps. De plus, certains bâtiments ont été rénovés. La deuxième phase peut être divisée en plusieurs couches. Des restes brûlés et carbonisés ont été trouvés dans la couche supérieure. Des lames d'obsidiennes ont été trouvées dans toute la zone des premières strates helladiques ainsi que des éclats. L'étendue de la colonie n'a pas pu être déterminée précisément car le terrain au sud, à l'ouest et au nord a été modifié par l'érosion et la couche helladique primitive se trouve sous le niveau de la mer, sur l'isthme.

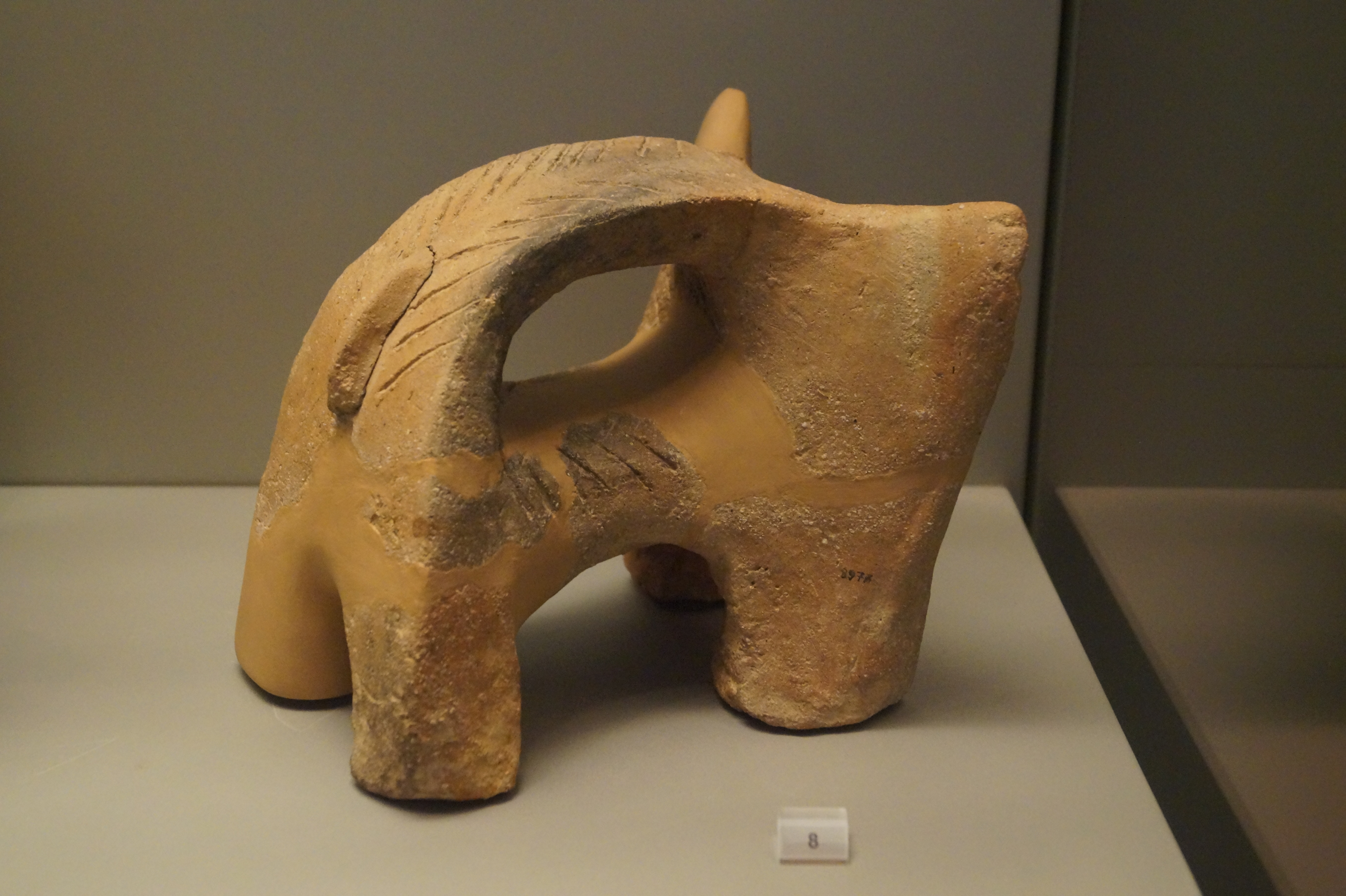
Artefacts en céramique en forme d'éléphant

Comme le montre une couche de sable d'environ 15 cm sur la dernière phase de l'Helladique précoce, le lieu est initialement resté inhabité. À la fin de l'Helladique (SH II, vers 1450 av. J.-C.) , des colons mycéniens sont arrivés et le site a atteint son apogée dans SH III C. À cette époque, la colonie couvrait toute la péninsule. Le Mégaron M est né au-dessus de la Maison E au début de la période helladique. Il mesurait 4,50 m de large et environ 8,20 m de long et avait probablement un auvent soutenu par deux colonnes. Deux tombes d'enfants ont été découvertes sous le sol de Megaron M et deux autres dans la zone adjacente. Megaron N a été trouvé au sud-est de la colonie, son toit étant soutenu par une série de piliers. De nombreux bâtiments sont mal conservés car les murs de fondation sont directement souterrains. Les restes de bâtiments mycéniens ont également été trouvés sur un rocher au sud-ouest de la péninsule, qui dans les temps anciens était encore relié au continent. Dans la phase ultérieure, la colonie était entourée d'un mur de fortification cyclopéen. Des traces d'incendie ont été trouvées à certains endroits peu avant l'abandon de la colonie.

#### Cimetières

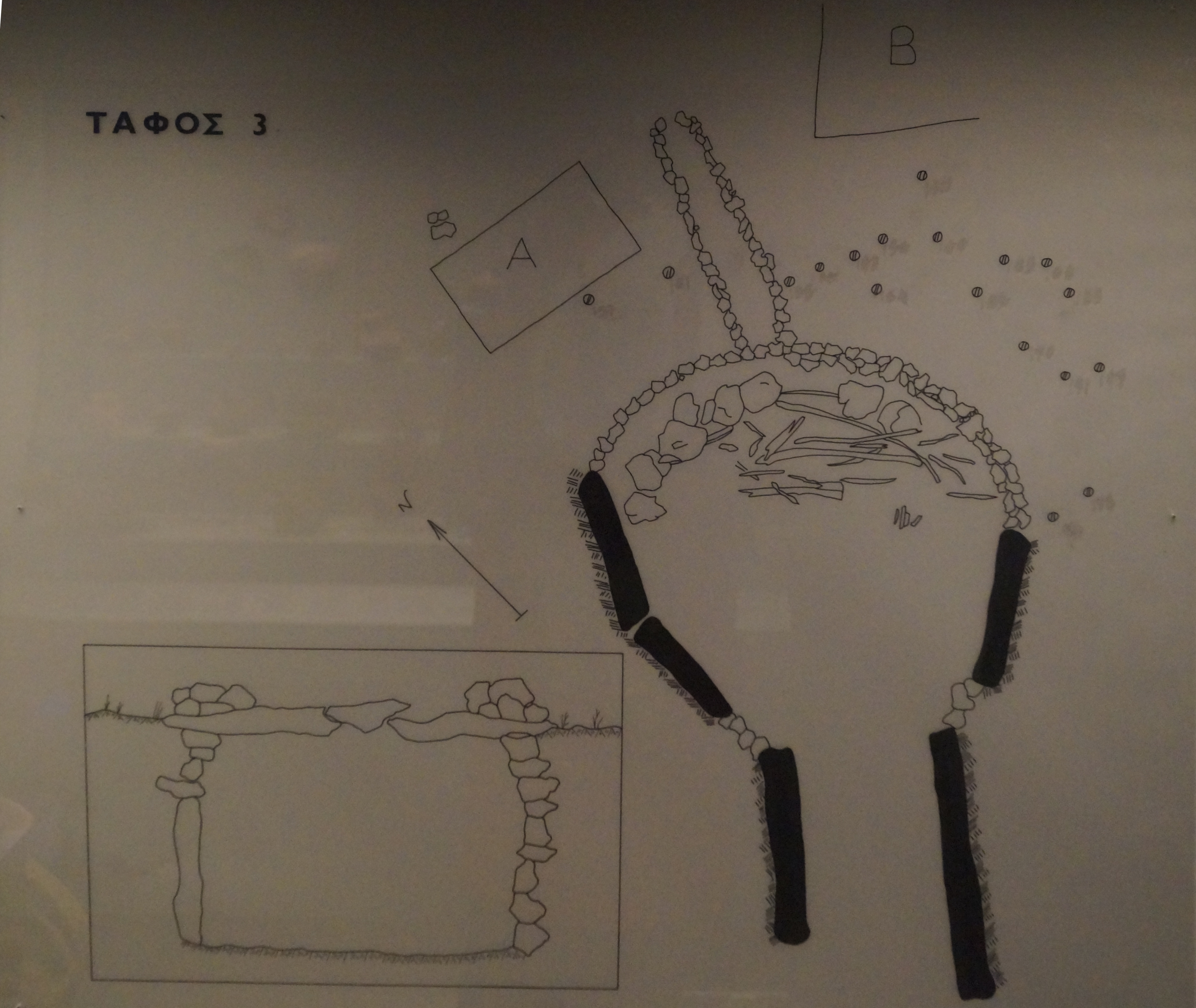
Plan de la tombe 3

Sur l'isthme, Mylonas a découvert deux premiers cimetières helladiques, dans la partie nord-est avec trente-deux tombes et dans la partie sud-est avec sept tombes. Deux types de tombes ont été utilisées pour l'inhumation. Les tombes probablement les plus anciennes sont des boîtes en pierre construites à partir de dalles de pierre verticales et également fermées avec des dalles de pierre par le haut. Elles sont de forme trapézoïdale et ont une entrée et un court dromos fermé par une dalle de pierre vers le village. Cependant, comme l'entrée ne mesure souvent qu'environ 0,45 m de large et 0,40 m de haut, il ne s'agit probablement que d'une fausse porte et les morts ont été déposés dans les tombes par le haut. Il y avait aussi des tombes rectangulaires plus petites utilisées pour enterrer les enfants. Le deuxième type de tombe, probablement plus récente, a une forme semi-circulaire ou en fer à cheval. Les murs latéraux sont construits en petites pierres et légèrement inclinés vers l'intérieur. Ils ont aussi une entrée et un dromos faisant face au village et fermés par une dalle de pierre. Seule l'entrée de la tombe 22 n'est pas orientée vers l'habitat. Cet écart est probablement dû au manque de place. Le deuxième type de tombe est également recouvert de dalles de pierre. Cependant, ils sont disposés laissant une petite ouverture au milieu. Pour les empêcher de tomber dans la tombe, les dalles de pierre étaient lestées de petits tas de pierres à l'extérieur. Le trou au milieu était à nouveau recouvert d'une dalle de pierre.
Si les tombes étaient assez grandes, les morts étaient couchés à plat sur le dos dans la tombe. Cependant, la plupart des tombes étaient trop courtes, de sorte que les morts étaient souvent enterrés couchés sur le côté gauche ou droit, accroupis, les jambes plus ou moins fléchies. Une main était devant la bouche, l'autre sur la poitrine ou juste à côté du corps. Comme dans les sépultures cycladiques, la tête reposait sur des pierres qui servaient d'oreiller. Ces tombes sont des tombes familiales. Cela signifie qu'elles ont été utilisées pour d'autres sépultures sur une longue période de temps. L'ancienne sépulture a été mise de côté pour faire place à la nouvelle sépulture au milieu. Sur la base de la disposition des os des morts mis de côté, il pourrait être démontré que cela s'était déjà produit avant que le corps précédemment enterré ne se soit complètement désintégré. Les trois tombes 4, 8 et 14 ont évidemment servi d'ossuaires . Les morts étaient enterrés à côté de ceux-ci, et lorsqu'ils étaient complètement décomposés, les ossements étaient recueillis dans les tombes. Un trou rond a été trouvé à la tombe 11, qui a été interprété comme un bothros sacrificiel.

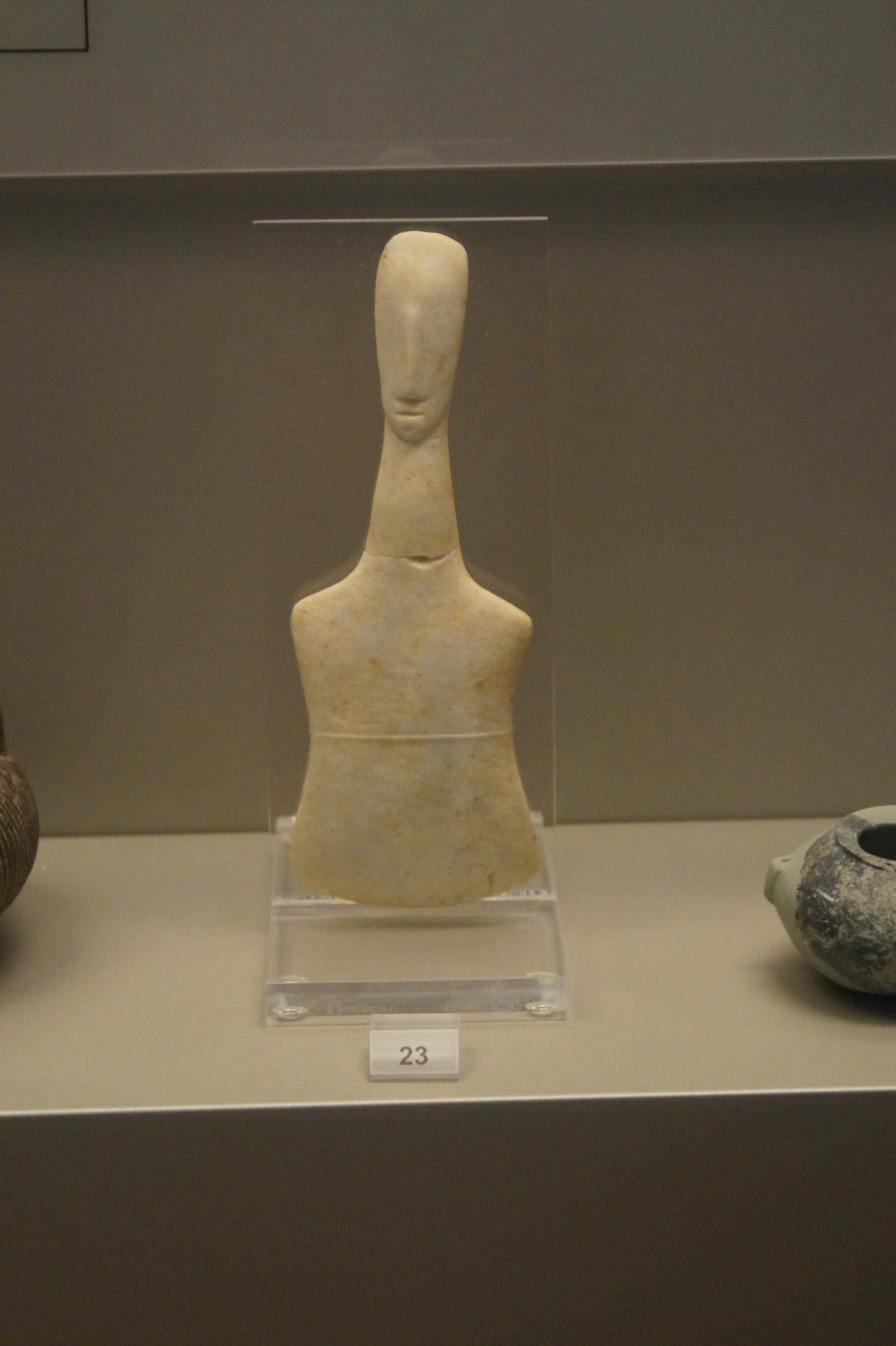
Idole cycladique de la tombe 4

Pratiquement aucun mobilier funéraire n'a été découvert dans les tombes. Ceux-ci ont été déposés dans une zone séparée à l'extérieur de la tombe. Un seul objet métallique a été retrouvé dans les deux cimetières : des pincettes en bronze. La poterie correspondait à peu près à celle trouvée au début de la colonie helladique. Cependant, les excavateurs soupçonnaient que d'anciens récipients en argile étaient souvent utilisés comme objets funéraires, qui n'étaient plus utilisés dans la colonie. Des poteries helladiques et cycladiques anciennes ont été trouvées dans les tombes. Parmi eux se trouvaient trois écailles de manche cycladiques et une pyxide cycladique décorée d'un motif incisé, qui était rempli de lames et d'éclats d'obsidienne. Des artefacts en céramique rappelant des éléphants ont également été trouvés. Ils servaient probablement de supports aux brochettes de barbecue. Certains récipients en poterie ont été mal cuits et ont probablement été produits comme objets funéraires. La tombe 3 se démarque de toutes les tombes. Elle a une forme ronde et les parois latérales sont en partie faites de petites pierres et en partie de dalles de pierre. Comme les tombes semi-circulaires, elle était couverte et, en plus du mobilier funéraire helladique ancien, la composition du mobilier funéraire correspondait à celle des sépultures dans les Cyclades. Une idole brisée des Cyclades a été retrouvée dans la tombe 4. Il semble que l'idole ait été intentionnellement brisée pour des raisons rituelles, comme cela se pratiquait également dans les Cyclades.
Le cimetière helladique tardif n'a pas encore été découvert.

### Interprétations
La colonie d'Ágios Kosmás a été fondée en FH II par des colons des Cyclades. Cependant, cela devait être à une époque avancée, car aucun récipient à décor en chevrons ou en spirale n'a été trouvé dans les tombes. Même dans la colonie la plus ancienne, seul un tesson avec une décoration en spirale entièrement développée a été découvert. La colonie comptait probablement aussi des résidents du continent, comme en témoigne la prédominance de la poterie helladique primitive. Les gens vivaient principalement du commerce de l'obsidienne. La construction des maisons correspond à la dernière période SH II. Les structures funéraires correspondent à celles de la culture cycladique primitive, qui ne connaît cependant ni ossuaires ni sépultures multiples. Vers 2000 avant J.-C., à la fin de FH III ou au début de MH I, la colonie a été incendiée et abandonnée.
Vers 1450 avant J.-C. (LH II) l'endroit a été repeuplé par des colons mycéniens. La colonie a connu son apogée vers 1200 av. J-C. À cette époque, il y a eu un autre incendie catastrophique et peu de temps après (LH III C), l'endroit a finalement été abandonné.
Le site est maintenant en grande partie comblé ou détruit. Seule une petite partie avec les premiers bâtiments helladiques E, F, H et le Megaron M est encore exposée sur le terrain du restaurant Akrotiri DC Club au sud-ouest du parking. Les découvertes sont exposées dans la collection préhistorique du Musée national archéologique d'Athènes.